# 白石中央スマートインターチェンジ
白石中央スマートインターチェンジ（しろいしちゅうおうスマートインターチェンジ）は、宮城県白石市に建設中の東北自動車道のスマートインターチェンジであり、名称は仮称である。

## 概要
本線直結型で建設され、利用可能車種はETC搭載の全車種で24時間運用、上下線ともに出入可となる予定。

## 道路
- E4 東北自動車道

## 沿革
- 2020年（令和2年）10月23日 : 国土交通省より連結許可[3]。
- 2021年（令和3年）9月 : （仮称）白石中央SICの整備効果を最大限に活用するため、「（仮称）白石中央スマートインターチェンジ周辺整備基本計画」を策定[4]。
- 2025年（令和7年）度ごろ : 供用開始予定[5]。

## 隣
E4 東北自動車道
(23)国見IC - 国見SA - 白石中央スマートIC（事業中） - (24)白石IC